# Línea C1 (EMT Valencia)
La línea C1 de EMT Valencia es una línea de autobús que rodea el centro histórico de la ciudad de Valencia, haciendo un recorrido similar al de la histórica línea 5, ya desaparecida, que hacía un recorrido por la ronda interior de la ciudad. Entró en funcionamiento en la primavera del año 2020.

## Características
Tiene un recorrido circular pero pueden tomarse dos puntos como referencia: al norte la parada 2245 (Porta de la Mar) situada en la calle del General Palanca junto a los Jardines de la Glorieta y al sur la parada 2277 (Xàtiva) situada en la calle de Xàtiva frente a la Estación del Norte. 
Desde la Porta de la Mar se dirige hacia el centro de la ciudad por el antiguo Palacio de Justicia y la calle de la Paz, llegando hasta las cercanías de la nueva Plaza de la Reina, y por la calle San Vicente Mártir llega hasta la Plaza del Ayuntamiento, saliendo luego por la Av. Marqués de Sotelo hasta la calle de Xàtiva, haciendo su parada sur frente a la Estación del Norte. 
En las ocasiones en que por diferentes motivos (obras, manifestaciones, actos festivos...) debe cortarse el acceso a la Plaza del Ayuntamiento hace un recorrido alternativo desde la calle de la Paz entrando por las calles Marqués de Dos Aguas, Poeta Querol, Pascual y Genís, y finalmente un pequeño tramo de la Calle Colón hasta llegar a su parada sur frente a la Estación del Norte.
Desde ese punto recorre toda la calle Guillem de Castro, pasando frente a las Torres de Quart y el IVAM, junto a un tramo del Jardín del Turia, hasta entrar en la calle de la Blanquería y pasar frente a las Torres de Serranos. Sigue su recorrido junto al Jardín del Turia por las calles Conde de Trénor, Pintor López y Plaza del Temple hasta llegar a la Plaza Tetuán, donde se encuentra el antiguo Convento de Santo Domingo y actual Capitanía General, y de nuevo entrar por la calle General Palanca hasta los jardines de la Glorieta y la Porta de la Mar, donde tiene su parada norte y vuelve a retomar el recorrido inicial.

## Frecuencia
La frecuencia de paso de esta línea es de entre 6 y 10 minutos los días laborables, excepto en el último tramo del día (de 21:15 a 21:55) que pasa a ser de entre 12 y 15 minutos. Su primera salida es a las 6:05 y la última a las 22:10.
Los sábados la frecuencia de paso es la mayor parte del día de entre 7 y 11 minutos, siendo su primera salida a las 6:05 y la última a las 22:20. 
Los domingos y festivos es entre 7 y 15 minutos, según la hora del día, siendo la primera salida a las 6:05 y la última a las 22:20. 